# Association sportive Tournefeuille rugby
Maillots
Actualités
L'Association sportive Tournefeuille rugby est un club de rugby à XV français situé à Tournefeuille (Haute-Garonne). Il évolue en Fédérale 3 pour la saison 2024-2025. Son école de rugby est labellisée 3 étoiles. Le club est présidé par Lionel Sarrazain depuis Juin 2023 qui a succédé à Laurent Carrere.

## Historique
Créé en 1977 par une bande de copains souhaitant se retrouver autour du rugby, le club de l'AS Tournefeuille rugby a une vocation de club formateur, au sein d'une région qui est une terre de rugby, dans le sillage et en relation étroite  avec de grands clubs comme le Stade toulousain, l'US Colomiers.
L'AS Tournefeuille rugby est le club formateur de Fabien Galthié, de 1977 à 1981, futur capitaine et sélectionneur du XV de France.
Après deux saisons passées en Fédérale 1 en 2009-2010 et 2010-2011, le club évolue en Fédérale 2. Le club possède la première École de rugby (en nombre de licenciés) du comité Midi-Pyrénées. Cette école est par ailleurs labellisée FFR depuis 2008. Un pôle formation a également été créé depuis la saison 2010-2011, pour fidéliser les licenciés à partir du niveau cadet. Son objectif : prolonger et améliorer la formation de nos jeunes dans les catégories des moins de 17 et des moins de 19 ans.
Le club de Tournefeuille comprenait 759 personnes dont 643 joueurs (toutes catégories confondues).
Le club est rétrogradé en 3e division fédérale à la fin de la saison 2013-2014. Pour la saison 2015-2016, il termine 2e de la poule 11 et se qualifie pour la phase finale du championnat de France. En 32e de finale, il écarte le RC Aubagne (36-8 et 19-43) et succombe en 16e face aux catalans de la JO Pradéenne Conflent Canigou (Prades) (26-23 et 13-29) ,.
Pour la saison 2016-2017, il termine 2e de la poule 12 et se qualifie pour la phase finale du championnat de France. En 32e de finale, il écarte le Stade piscénois, en 16e de finale l'Aviron gruissanais, en 8e de finale le SC Rieumes, en quart de finale le Rugby Club La Valette Le Revest La Garde Le Pradet avant de succomber en demi-finale contre le CA Périgueux futur champion de France, lui permettant d'être promu à l'échelon supérieur.
Promu en Fédérale 2 il termine la saison 2017-2018 à la 8e place de la poule 6 avant d'être relégué en Fédérale 3 la saison suivante.
Il revient en Fédérale 3, poule 10, pour la saison 2019-2020, et continue en Fédérale 3 pour la saison 2024-2025.

## Palmarès
- Champion des Pyrénées 3e Série  en 1980
- Champion des Pyrénées Honneur en 1998
- Champion des Pyrénées Honneur senior 2 en 1998
- Champion de France Honneur senior 2 en 1998
- Vainqueur du Challenge G. Relin réserve en 1991
- Champion Midi-Pyrénées cadet à 12 en 2003
- Champion Midi-Pyrénées junior en 2004
- Vainqueur du Challenge Petit-Sud juniors en 2008
- Champion Midi-Pyrénées Balandrade à XV en 2013
- Champion Midi-Pyrénées Balandrade à VII en 2013
- Champion Midi-Pyrénées Teuliere A à XV en 2015
- Champion de France Teuliere A à XV en 2016
- Champion de France Balandrade A à XV en 2017
- Champion de France Cadets Nationaux à XV en 2022
- Vice-Champion de France Juniors Nationaux à XV en 2024

## Joueurs emblématiques
- Fabien Galthié
- Vincent Clément
- Pascal Vignard
- Arnaud Miniaylo
- Jérémie Moles
- Grégory Saliba
- Akvsenti Giorgadze
- Mathieu Belie
- Andrew Neill[3]
- Alexandre Castola[4]
- Nicolas Martins